# 地名

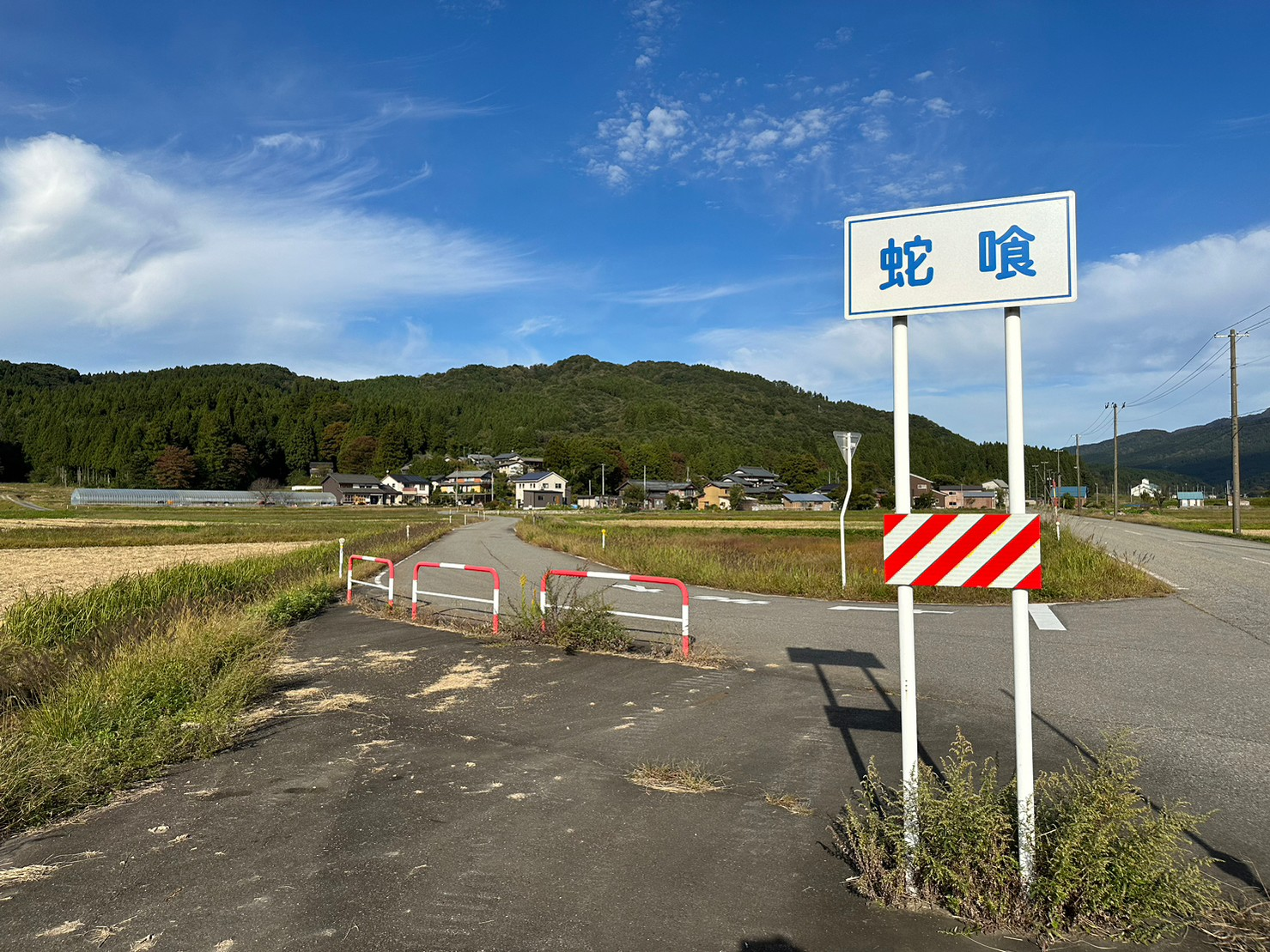
地名が漢字で記された標識（新潟県岩船郡関川村「蛇喰」（じゃばみ））

地名（ちめい、英: geographical name, place name）は、土地に対して付けられた固有名詞。

## 概説
地名は、広義には住居地名、行政地名、自然地名などがあるのだが、狭義には自然地名を含まない。
地名は厳密に言えば（あくまで厳密に言えばだが）、地表面のある部分やある範囲につけられた呼称であり、（広さという観点からは）地点（点）を指す名称から、一定の地域を指す名称、そして広大な地域を総称するいわゆる「地方名」まである。
古く「地名」という言葉は一国の領土の中にある比較的小さな部分の名と考えられており、国名や海名が地名の一部と考えられるようになったのは20世紀の半ばを過ぎてからである。
なお住民の生活に密着した地名のほかに、学術分野で取り上げられるだけでほとんどの住民が知らない地名もある。

## 地名の構成と言語
地名は普通、「富士山」の「山」のようにそれが何であるかを表す総称詞と、「富士」のように他の山と区別してどのようなものかを形容する固有詞で構成されるが、総称詞を欠いて用いられることもある。どのようなものが、どのような場合に総称詞を欠くかは、各地名個別の問題でもあるが、言語によっても違ってくる。
中国語では、集落（村落や都市）名には漢字二字からなる地名が圧倒的に多く、山や川などの自然地形は一字が多い。字数が多い地名はたいてい外国語に由来する地名である。地名専用の字が多いのも中国語の特徴である。
日本と朝鮮は中国の影響で漢字二字に地名を改めた歴史を持ち、その後も長く二字表記が暗黙の規制として働いた。日本は713年（和銅6年）に発音はそのままで好ましい字二字で地名を表記するよう一斉に表記を改めた。朝鮮は三国時代には漢字の音を借りて地名を表していた（吏読文字と呼ぶ）が、統一新羅の757年に景徳王が中国風の漢字二字の地名に変更した。
日本語の地名は漢字と仮名の2本立てでできているので、両者が乖離したり片方に引き寄せられたりして複雑な様相を呈する。713年の好字二字令のときに発音と乖離した文字を付けられたのが古い例で、これが字に引きずられて読みが変わることもあった。この種の変化は誤解から生じることも、意図的に変わった表現をとろうとする趣向から生じることもあり、一つの地名で複数の表記や発音が競合することも珍しくない（難読地名）。
定冠詞を持つ言語では、どのような地名に定冠詞を付けるかが言語ごとに異なっている。

## 地名の由来
地名の由来の探求は、地名学の中心課題である。信頼できる文献で残されている由来や、実地形との対照などから確実視できる由来もあるが、諸説あって定まらないもの、まったく不明とするしかないものも多い。判明した由来は非常に多様であるが、言語・地域や時代による傾向の違いを見出すことはできる。命名の方向から大きく二分すれば、その場所の特徴からとったものと、命名者の願望・思想を付けたものに分かれる。

### 地形や土地の特徴
地形の特徴から地名を作るのは、数多い一般的な命名方法である。特に小範囲の地形、古い時代に付けられた地名に多い。自然改変の結果やその場所の施設・機能に由来する地名が付けられるのは、その種の活動が出現しなければ出てこない。
たとえば地形が谷だと○○谷としたり、丘だと「〇〇が丘」などとする命名法である。
日本語の地形由来の地名に使われる地形の例を下に挙げる。
- 山、丘（岡）
- 谷、沢（澤）
- 峠、ハザマ（狭間・迫間・廻間・迫間・硲などと表記。両側から山や丘が迫る地形[7]）
- 窪(久保とも表記。周囲と比べてわずかに窪んでいる特徴をとらえて○○窪（久保）と命名されていることが多く、丘陵地のうねうねと高低差がある地域のひとつの窪みだったり、台地の上の平らな面のわずかな窪みを指していることも多い。）
- 原
- 池、沼
- 磯、 浦、浜、岬、島、カマ（釜、鎌などと表記。東北に多い地名で、津波などによって湾曲型に侵食された地形である）

地形のほかにも、その場所の様々な特徴から地名は作られる。そこにある植物・動物のような自然物を含めるのが基本で、たとえばもみじ（カエデ類）が茂る谷を紅葉谷（もみじだに）と命名することなどで、その他にも田畑など半ば人工的に作られた特徴も地名の一部になる。由来となった特徴が消えても地名はなかなか変わらないので、地名が過去の様子を推測する手がかりになることがある。
「山」や「小さな山」など普通名詞そのものが地名になる場合もある。地元の人しか言及しないような小地形では、それだけで場所の特定ができるため、この種の地名が多くなる。こうした地名でも、その言葉が死語か古語になっていたり、外国語起源であったりすると、他の場所と区別する固有名詞としての機能が具わり、地名として定着しやすくなる。
北海道の地名の多くはアイヌ語地名であり、地形や植生の特徴にもとづいた地名も多い。

### 人名
発見者、偉人・聖人のほか、命名者が個人的に愛着する人の名を採った地名である。神の名を付けたものも命名の動機は人名に似る。南北アメリカ大陸には特に多い。起源になるのはヨーロッパ系の人物だけとは限らず、先住民の名を採ったものもある。
古くからの地名を捨てて偉人の名に改めることもある。近代には革命などの体制転換の度に地名が変わる事例が多く見られた。20世紀にソビエト連邦を始めとする社会主義国では、旧来の地名の相当数を革命家の名に改称したが、その多くは体制崩壊後に戻された。
ヨーロッパと南北アメリカでは、個人を顕彰する目的で通りや公園の名を付けたり変えたりするのがごく一般的である。中国や日本では古くはそのような習慣はなかったが、中国には20世紀になって西洋文明の影響でそのような命名が広まった。日本でも江戸時代の新田の名に開墾者の名をつけることがあった。明治時代以降にも開拓地の地名で人名から地名を付けることがあったが、数はあまり多くない。
地名と人名は相互に転化しうる密接な関係を持っているが、人名から地名になる例より、地名から人名が作られる例のほうがおそらく多い。イングランドでは居住地名で姓を生まなかったもののほうが珍しいと言われ、日本も事情は同じである。

### 部族名・民族名・小集団名
部族・民族名から採って地名が命名されることも多い。例えば、古代ローマ時代にゲルマン（ゲルマン人）が住む地域がゲルマニアと呼ばれ、古代のヘブライ語でイスラエル（"神と競った人"）と呼ばれた民族が住むことになった地域がイスラエルと呼ばれ、中世などではスコッツ（Scots）が住む地域がスコットランド、ブルトンが住む地域がブルターニュ、フィン（Finn、フィン人）が住む土地がフィンランドと"フィン人の地"という表現で呼ばれたことである。
その他チュルクの居住域がアジアの中央あたりから西方に広がり、西アジアでヨーロッパで接したあたりがトルコ、英語ではターキーと呼ばれたことや、アジアではビルマが住む地域がビルマと呼ばれ、日本では大和の人々から見て「蝦夷」が住む場所が「蝦夷地」と呼ばれたこともそうである。
（逆に、まず地名や国名が命名され、その地名や国名からそこに暮らす民族名や国民名が命名されることもあるが、それはこの節には該当しない）
比較的小さな村落名が氏族や一族が居住したり移住したことによってその人間集団の名で呼ばれることもある。中部ヨーロッパには民族大移動時代の痕跡を残した小地名が多く残されており、中国にもある一族が集まって住んだところにその姓を冠して付けた地名が残っている。
住民の職業から地名を付ける場合もある。日本では近世の城下町の建設期に、職業を冠した町に職人を集住させた（「肴町」「鍛冶町」など）。集住はやがて解消されたが、町名は各地で残った。

### 施設・団体
城、港、大きな公園など広い面積を占める施設の名称は、その範囲を指す地名としても用いられる。施設がめだった目標となってその周辺の地名になることもある。この場合、施設名に「前」「脇」などを添えることもあるが、施設名をそのままを地名とすることもある。
また、かつて城や寺院があった場合、門、堀、土居、木戸など文字が変えられている場合もあれど、かつてあった事を示す名もある。
少数であるが、会社、宗教団体の名から採った地名もある。

### 地名
地名そのものも地名の由来となる。これにはいくつかの方法があり、まず、新しく発見、開拓した土地に故郷の地名を付けることがある。発見・開拓で命名された地名を多く擁している南北アメリカ大陸には特に多い。イギリスのヨークからアメリカ合衆国のニューヨークなどがその典型例として挙げられる。日本の陸奥国の郡や郷には関東地方の郡や郷と同じ名のものがいくつかあるが、それらは関東からの集団移民が作った郡だと考えられている。元の地名に「新」を意味する語を冠することもあるが、そのまま採ることもある。
そうしたことと別に、山や川の名を都市の名にするなど、ほぼ同じ場所にある別の地名から名を採って総称詞だけ変えることもよくある。時おりは近くとはいえない距離で採られることもある（例：「札幌市」から「札幌岳」など）。地名に方角を冠した形の方角地名も、地名由来の地名である。
地名は範囲を拡大したり、縮小したりすることもある。古くからよくあるのは、狭い範囲に付けられた地名を、より広い地域・地方の名称にあてることで（例：「和泉郡」から「和泉国」など）、広い地域の地名を狭い範囲にあてるのは時代的に新しい現象である。
二つの地名から一部ずつ取り出して別の語を組み立てた地名は、合成地名と呼ばれる。漢字二字の地名二つから一字ずつ抜き出して別の二字地名を作り出すのが典型である。三以上の地名から作る例もある。日本で市町村合併時に作られることが多いが、台湾にもある。

### 方角・距離・高低
基準となる場所からの方角、視点となる位置からの距離、ある国や都市の中での標高の高低などで付けた地名。
方角
元となる地名に方角を冠したり、単に方角のみで地名あるいは地名の固有詞部分とする。東・西・南・北は世界中に現れる地名で、方角地名と言われる。
漢字二字の慣習的制約がある東アジアで方角地名を作るときには、二字の地名から一字をとって、それに方角・位置を付けることが多い（例：「台湾」から「台北」など）。また、中国では陽と陰で独特の使い分けをする。川の北または山の南にある都市は川・山の名に「陽」を付け、川の南または山の北にある都市には川・山の名に「陰」を付ける。「陽」は日光がよく当たる所で、「陰」は影になりやすい所なのである。中国では咸陽市など、日本では山陰地方や山陽地方などに見られる。
距離
視点となる場所からの距離で命名されることがあり、古代ローマ時代にはローマから近い場所を、距離が小さいという意味で、「○○Minor（小○○）」、遠い場所を「〇〇Magna（大○○）」と名付けた。同様の論理でヨーロッパから見てアジアの中でも近い位置にあるアナトリア半島付近は小アジアと命名された。英語のNear East（近東）・Middle East（中東）・Far East（極東）も、Near（近い）やFar（遠い）という語を使い、ヨーロッパ側から見た距離による命名である。日本では古都である奈良や京都から見た時の距離により、近くにある"うみ"である琵琶湖は近江（おうみ）、遠くにある浜名湖は遠江（とおとうみ）と命名され、旧国名でも距離による命名法が使われ前・中・後の文字を充て、越前国（えちぜんのくに）・越中国（えっちゅう-）・越後国（えちご-）、備前国・備中国・備後国、あるいは肥前国と肥後国などと命名された。
高低
土地の高さで分けるときには、高・低や上・下が用いられる。ある都市の中で、上町 - 下町と対称的・対比的に命名することもある。
江戸では江戸時代以前から、海側の低い場所が海手、山側の台地の上（本郷台地の上。武蔵野台地の東端あたりの上）が山の手という地名で呼ばれ、「海手 - 山の手」が明らかに対称地名として使われていた。

### 瑞祥・宣伝
命名者の願いをこめた地名を瑞祥地名と言う。めでたい喜ばしい言葉を付けた地名である。元の地名の意味や響きが不吉だとして改めることもある。例えば、日本の北海道にある千歳市の「千歳」はもともと「支笏（しこつ）」であったが、「死骨」に通じるという理由から改称されている。
移住者を呼び込むための宣伝で快適な地名を付けることもあり、その古く有名な例が、グリーンランドである。20世紀後半の日本では、不動産業者が宅地として開発した土地に、宣伝目的で快く響く地名を付けることが多くなされ、実際の地形とは関係なく「丘」「台」を付けるなど、山の手を意識した名称が見られる（瑞祥地名#新興住宅地の町名を参照）。
瑞祥にも宣伝にも当てはまらず、笑いをとるために付けられた地名もある。

### その他
- 戦争に由来 - 血洗島や太刀洗（大刀洗町）、合戦場など。長崎県の元寇終焉地である鷹島には多くの由来する地名が見られる（「#元寇終焉の地」参照）。
- 災害地名 - 災害に由来する。
- 神話・伝説や神名に由来 - 例として、島根県大田市大屋町はオオヤツヒメに由来する（オオヤツヒメ参照）他、伊勢国（伊勢国風土記逸文）や愛媛県も神名から取られている。また日本ではヤマトタケルにまつわる地名伝説が各地に見られる（「日本武尊と地名」）。満珠島・干珠島は伝説の宝玉に由来する。

## 地名の対象
地名の対象は、点（0次元。例：山頂）、線（1次元。例：国境、軍事境界線）、面（2次元。例：流域、自然保護区、領土）、立体あるいは3次元空間（3次元。例：山、洞窟、坑道、水系、断層）の形をとる。地球上の地名の場合、陸地（山地、平地、洞窟、海岸、湿地など）・水域（川、湖沼、湿地、湾、海など）・生物による地形などといった自然物と、人工的な構造地形（集落、坑道など）、および、国・市町村など政治的に決められたものがある。一部の道路・公園・城・堤防・港などの名も地名として機能する。

## 地名の変更と保存・復活運動
日本では、上記のような宅地開発や市町村合併に加えて、住居表示法施行（1962年）によって、新たな地名や合成地名が誕生したり、古来の地名が消滅したりしてきた。こうした動きには批判的な意見もある。地名の保存を強く訴えた民俗学者の谷川健一は1978年に「地名を守る会」を発足させ、1981年には「日本地名研究所」（地名研）を設立。地名研を母体に博物館を作る構想は立ち消えとなったが、神奈川県川崎市教育委員会の「地名資料室」に引き継がれている。
石川県金沢市や東京都千代田区などでは旧町名復活運動が進められ、一部は実現した。

## 異なる言語間での地名の扱い

### 外国地名
言語はその話者の居住範囲の地名だけを表現できればよいというものではないので、現代の言語は当然に世界中の地名をカバーしなければならない。そこで、一つの対象について正しい地名は一つでなく、言語の数だけ地名があると言うこともできる。とはいうものの、話者の身近にある外国地名もあれば、ほとんど用いられず、意識されることさえない外国地名もある。
外国地名にはほぼ例外なくその場所、あるいは近辺の居住者によって現地語の地名が付けられている。それらを自言語に転写するだけで済むなら外国地名固有の問題はないはずであるが、実際には現地語とずれることが珍しくない。ずれが生じる理由は様々にある。国・地方のような広域地名では、自称で生まれた地名と周辺から呼んだ地名が初めから異なることが多い。そうでなくても、名の意味を自言語に訳すことで別の呼び方になることがある。現地で地名が変化したのに、周辺言語が古い地名を保存することもある。複数言語の住民が混住する地域で、民族・言語によって地名が異なる場合には、国境の変更によって公的な現地語が変わることになる。
文字を共有する別言語で、発音と表記の対応方法が異なる場合には、現地語とのずれは避けがたい。中国語では、漢字表記が定まっていても、方言差のせいで標準語（普通話）である北京語の発音と現地の発音が異なるところが多い。こうしたことはアルファベットを共有するヨーロッパ諸言語の間にもあり、綴り字が同じでも発音が異なることがある。例えば "Chile" は現地のスペイン語で「チレ」というが、英語では「チリ」のように発音する。
各言語の影響力の違いも外国地名の決定要素として無視できない重みがある。影響力のない小言語の現地地名よりも、大言語が外から呼ぶ地名のほうが他の言語に採用されやすいのである。
20世紀後半から、外国地名についてはできるかぎり現地での呼び方を尊重するが、自国語で慣習が根強い場合にはそちらを優先するというのが世界的な傾向になっており、徐々に慣習的な表記を改める動きもある。

### 日本の地名の英語表記

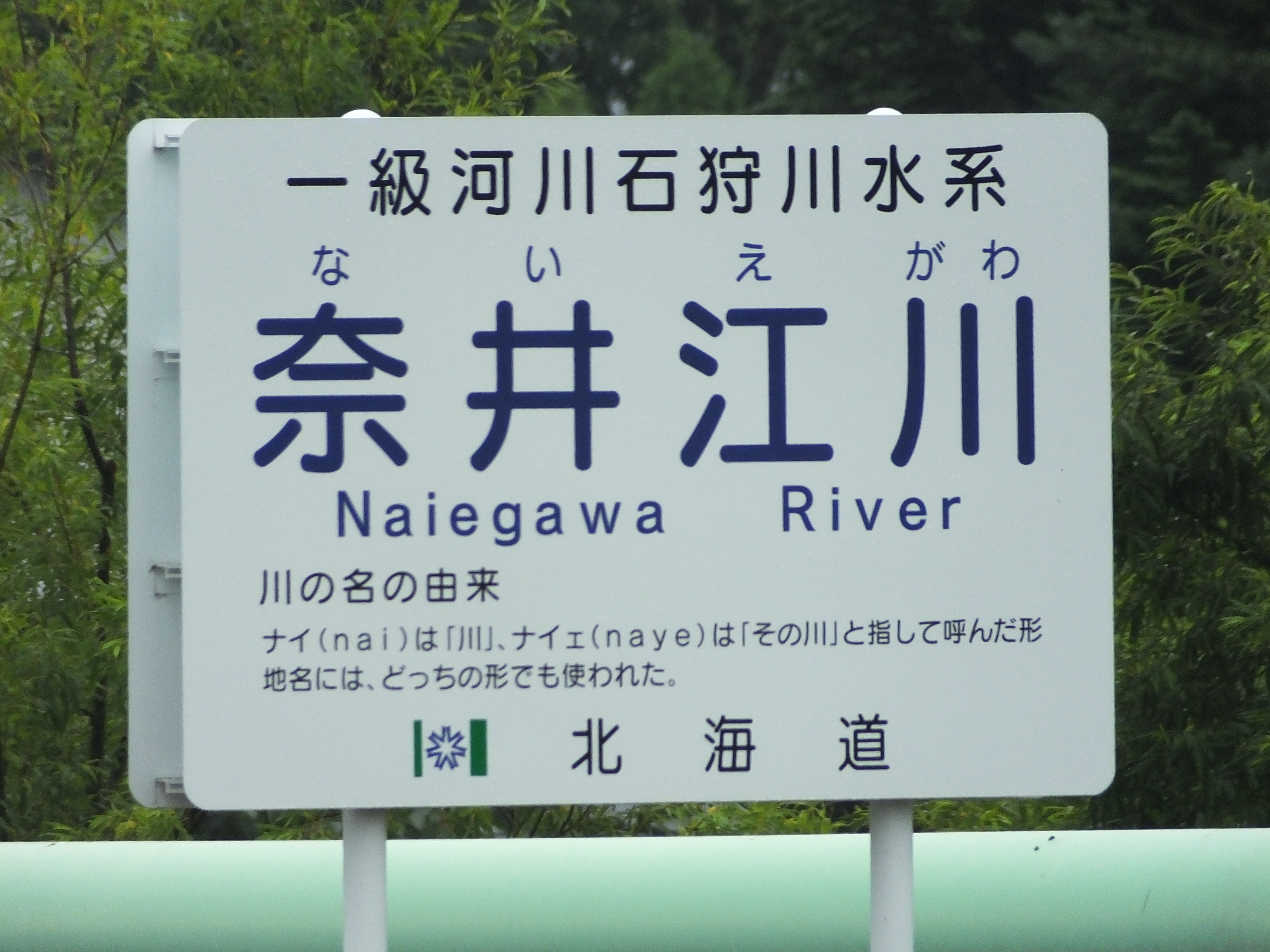
Naiegawa Riverと記された奈井江川の標識

2016年に国土地理院は、観光立国の実現や2020年東京オリンピック・パラリンピック競技大会の開催を目前にして急増する（と想定された）インバウンド需要への対応策として、地図に記載する地名等に関する英語表記ルールや外国人にわかりやすい地図記号を決定した。英語表記ルールでは置換方式と追加方式の2通りを定め使い分けることとしている。
- 置換方式

地名に含まれる「山」を「Mt.」、「川」を「River」のように、そのまま英語に置き換える方式。筑波山はMt.Tsukuba、利根川はTone Riverとなる。
- 追加方式

地名のローマ字表記に、「山」であれば「Mt.」、「川」であれば「River」などを追加する方式。置換方式を適用すると、月山はMt.Gatsu、荒川はAra Riverとなるが、日本人には通じにくくなってしまうため、月山はMt.Gassan、荒川はArakawa Riverとするもの。英語から元の日本語地名を認識することが困難となる場合などには追加方式が適用される。施設名称に由来する地名にも追加方式が適用され、例えば東大寺はTodai TempleでなくTodaiji Templeとなる。

### 民族・領土問題と地名
上記のように、同じ土地に対して周辺住民による呼称が複数ある場合だけでなく、探検や交易、征服・植民地化などを目的にやって来た外来者が、地元呼称と異なる地名を付けることも珍しくない。例えば、ヒマラヤ山脈にある世界最高峰をエベレストと“命名”したのはインドを統治していた英国人であり、それ以前から山麓のネパールでは「サガルマータ」、チベットでは「チョモランマ」と呼ばれていた（エベレスト#名称を参照）。オーストラリアで原住民が「ウルル」と呼んでいた巨大な岩山は、イギリス植民者により「エアーズ・ロック」と名付けられたが、近年は現地において「ウルル」の呼称が尊重されている。
民族問題や領土問題、海洋権益を巡る国家間の争いが生じている地域・海域では、地名とその国際的な通用性も対立の一部となることが多い。例えば竹島 (島根県)について、島を占拠する大韓民国は「独島」（ドクト）と呼称している。その韓国は北朝鮮の地名を認めておらず、1945年8月15日時点の地名を準用している。東欧のマケドニア共和国に対して、その国号を南隣のギリシャは認めず、変更を要求している（マケドニア共和国#マケドニア呼称問題を参照）。

## 地球以外の天体の地名

月の地形とその名

長らく地名はもっぱら地球表面にのみ関わるものばかりであったが、そうは言っても月の特定の場所には地名がつけられることがあった。月探査が進むと、月の地名は増えた。
太陽系内の他天体の観測調査が進むにつれ、そこにも様々な地名が与えられた。
人間が認識可能な特定箇所に対して付けられる固有の名称である。
地表があって詳細な観測の可能な既知の天体では、天体の大きさの違いに関わりなく、学術的注目に適う密度で何らかの地名が付けられている（翻って言えば、注目度が上がらない限り付けられない）。新発見の天体で前述の諸条件が揃うようであれば、ただちにではないにしても、全ての特定地点や特定範囲を座標のみで表すわけにはいかないのが道理であり、自然発生的に、あるいは計画的に、地名が考え出される。地球型惑星（地球、火星、金星、水星）や衛星（月、エウロパなど）だけでなく、小惑星のような小天体にも地名は付けられている場合があり、20箇所近くの地名が付けられている小惑星イトカワなどは好例であろう。
また、地表が存在せず、ガスを主成分とする木星型惑星の場合、通常的にいう「地名」に当たる固有名称は用いられない。しかしながら、このような天体には数十年・数百年もの長きにわたって固定されたように位置の変わらない特定“地点”がいくつか存在するのであり、このような“地点”に付けられた固有名称を「地名」と呼ぶ捉え方の下では、これらの天体にも地名は付けられている、ということになる。なお、太陽の場合は、その表面に長く存在し続ける特定“地点”は生まれないため、この天体に地名が付けられることは無い。